# Pertoltice pod Ralskem
Pertoltice pod Ralskem – wieś w Czechach, w kraju libereckim leżąca 3 km od miasta Mimoň licząca 380 mieszkańców.

## Turystyka
We wsi znajduje się wiele zabytków i zabudowań ludowych. Miasteczko posiada liczne ścieżki rowerowe oraz skały dla alpinistów. Ulokowane są tu liczne stawy.